# Джафар Шах
Джафар Шах (*д/н — 23 січня 1789) — шах Ірану в 1785—1789.

## Життєпис
Походив з династії Зандів. Син Садек-хана. Про його молоді роки нічого невідомо. Разом з батько у 1779 боровся за встановлення влади в державі. Проте не брав участі у війні з Алі Мурад-ханом. У 1782 році після падіння Шираха та загибелі батька з 6 братами Джафара, влада опинилася у Алі Мурада, який пощадив Джафара через особисту дружбу.
У 1783 призначено беглербеєм Ісфагану. У 1784 повстав проти Алі Мурада, скориставшись численними невдачами того у боротьбі з Ага Мохаммед-ханом Каджаром. На чолі війська Джафар-хан рушив на Ісфаган. В цей час у лютому 1785 помер Алі Мурад. На деякий час владу захопив Бакер-хан, проте Джафар швидко опанував ситуацію, встановивши в більшості областей Ірану свою владу. Його тепер стали йменувати Джафар Шахом.
Втім новий володар виявився нездатним військовим та політичним очільником. Його військо не зуміло завадити каджарам захопити місто Кум. Після цього у битві при Кашані війська Джафар Шаха зазнали нищівної поразки, в результаті чого Ага Мохаммед-хан захопив та пограбував Ісфаган. В полон потрапив у гарем Джафар Шаха.
Слідом за цим у 1786 зміцнився в Ширазі. Того ж року скориставшись діями Ага Мохаммед-хана на півночі швидко захопив Ісфаган, але спроби захопити Кашан, Кум і Хамадан виявилися невдалими. У 1787 втратив Ісфаган знову, а у 1788 Ага Мохаммед-хан спробував захопити Шираз, але Джафар Шах відбив напад.
Слідом за цим у битві при кумішахі Джафар Шах переміг Алі-Кулі-хана, сарбадара Ага Мохаммед-хана, за цим захопив Ісфаган. Але швидкий рух каджарів до Ісфагану змусили війська Зандів знову залишити Ісфаган. Джафар Шах став готуватися до нової військової кампанії, проте 23 січня 1789 року в результаті змови володаря було повалено небожем Сайєд Мурад Ханом.